# Onthophagus mairuu
Onthophagus mairuu är en skalbaggsart som beskrevs av Masumoto 1989. Onthophagus mairuu ingår i släktet Onthophagus och familjen bladhorningar. Inga underarter finns listade i Catalogue of Life.